# Musha shugyo
Musha shugyō kallades samurajkrigarens pilgrimsfärd. När en shugyōsha (studentkrigare) nått en viss färdighetsnivå vandrade denne runt i landet för att öva och finslipa sina färdigheter utan familjens eller skolans beskydd. Möjliga aktiviteter under pilgrimsfärden kunde vara att träna hos andra skolor, duellera, arbeta som livvakt eller legosoldat, och att leta efter en daimyō att tjäna.